# 林场隧道
林场隧道是一座位於中國廣東省深圳市的一座隧道，全長2.42公里，屬 东部沿海高速公路，也是本高速路的控制性工程。

## 簡介
林场隧道全長2.42公里，据说创造了当时深圳高速公路隧道的最长纪录（而当时最长公路隧道则为东滨隧道，之后被葵坝路2号隧道超越）。